# Coup de feu dans la nuit
Pour plus de détails, voir Fiche technique et Distribution.
Coup de feu dans la nuit est un film français réalisé par Robert Péguy, sorti en 1943.
Le scénario est inspiré de la pièce de théâtre L'Avocat d'Eugène Brieux.

## Synopsis
Une femme est accusée du meurtre de son mari, qui était jaloux et brutal. Son avocat parvient à la faire acquitter et ils se marient à la fin.

## Fiche technique
- Titre : Coup de feu dans la nuit
- Réalisation : Robert Péguy
- Scénario : Robert Coulom, André Frédérique, d'après la pièce d'Eugène Brieux
- Photographie : Georges Million
- Montage : Madeleine Gug
- Musique : Henri Verdun
- Décors : Marcel Mary
- Son : Jacques Vacher
- Producteur : Fernand Rivers
- Société de production : Les Films Fernand Rivers
- Format : Noir et blanc — 35 mm — 1,37:1 — Son : Mono
- Genre : Film dramatique
- Durée : 87 minutes (1 h 27)
- Date de sortie : 
  - France : 3 mars 1943
- Affiche : Roger Rojac (France)

## Distribution
- Mary Morgan : Lise du Coudrais
- Marguerite Coutan-Lambert : Madame du Coudrais
- Jacques Grétillat : Monsieur du Coudrais
- Jeanne Stora : Mademoiselle du Coudrais
- Henri Rollan : Maître Martigny
- Jeanne Marie-Laurent : Madame Martigny mère
- Jean Debucourt : le juge d'instruction
- Raymond Aimos : Fortin, le greffier
- Nane Germon : Pauline
- Charles Lemontier : Arnaud
- Monette Dinay : Toinette
- Solange Varenne : Marton
- Lise Donat : la cabaretière
- Robert Allard : Billaud
- Sylvia Cobs : une femme
- Jean Meyer : le baron
- Marcel Pérès : un contrebandier
- Guy Parzy : Claude Lemercier
- Michel Barbey